# Gwen Gaze
Alta Gwendolyn "Gwen" Gaze (6 de setembro de 1915 – 29 de agosto de 2010) foi uma atriz nascida na Austrália e radicada ao cinema estadunidense, que atuou em 13 filmes entre 1937 e 1943.

## Biografia
Gwen Gaze nasceu em Melbourne, Victoria, na Austrália, filha de uma pianista e de um cantor de ópera e de filmes mudos na Austrália, Londres e Estados Unidos. Ela imigrou para os Estados Unidos e estudou arte dramática no Pasadena College, além de já freqüentar a Royal Academy of Dramatic Arts, em Londres. Atuou na peça "The Women", em Nova Iorque, e depois passou a atuar no cinema. Seu primeiro e mais conhecido papel foi ao lado de John Wayne no filme de 1937 I Cover the War. Atuou no seriado The Secret of Treasure Island, em 1938. Em seus últimos filmes não apareceu entre os créditos, e em 1943 fez seu último filme, Appointment in Berlin, num pequeno papel não creditado. Em uma entrevista em 2006, Gwen revelou que deixou a carreira cinematográfica a pedido de seu marido Martin Straith.

## Vida pessoal e morte
Casou duas vezes; o primeiro casamento foi com Martin Straith, com quem teve os filhos Peter (Burdic) e Carole (Sobolewski); casou depois com Arden Steinhart, com quem viveu durante 20 anos. Teve uma terceira filha, Lynne Bailey. Gwen morreu em Seattle, Washington, em 2010, pouco antes de seu 95º aniversário.

## Filmografia parcial
- I Cover the War (1937)
- Partners of the Plains (1938)
- The Secret of Treasure Island (1938)
- Bar 20 Justice (1938)
- Dr. Jekyll and Mr. Hyde (1941, não creditada)
- Underground Rustlers (1941)
- Appointment in Berlin (1943)